# Pellegrino Baccarini
Pellegrino Baccarini (Forlì, 1779 – 1854) è stato uno scrittore e storico italiano.

## Biografia
Nacque in un momento di profondo mutamento per la Romagna papalina. Svolse la professione di legale a cui affiancò anche quella di cronista. Affascinato dai nuovi ideali e dai fermenti portati da Napoleone, durante la sollevazione popolare del 15 maggio 1814 fu arrestato. Le convinzioni politiche del Baccarini e il suo animo patriottico sono contenute nella sua Storia di Forlì dal 1745 al 1858, conservata nella civica biblioteca "Aurelio Saffi". Nel 1846 pubblicò un racconto storico dal titolo " Il perdono " che narra le feste forlivesi di quell'anno tenute in occasione dell'amnistia concessa dal papa Pio IX.

## Opere
- Il perdono. Feste del popolo forlivese narrate da Pellegrino Baccarini, Forlì, [s.n.], 1846.
- Storia di Forlì, manoscritto, 4 voll.:

1. 1745-1805
2. 1805-1831
3. 1831-1847
4. 1847-1858